# Rave On Snow
Rave on Snow ist ein Winter-Festival für elektronische Tanzmusik, das seit 1996 jährlich im österreichischen Wintersportort Saalbach-Hinterglemm (Bezirk Zell am See, Land Salzburg) stattfindet. Es gilt für den Wintertourismus als Bereicherung des Skicircus Saalbach-Hinterglemm.

## Durchführung
Das Festival wird jedes Jahr an einem Wochenende im Dezember veranstaltet und von bis zu 10.000 Gästen besucht. Dabei wird der ganze Skiort Saalbach im Glemmtal zum Austragungsort. Insgesamt gibt es an die 13 Bühnen und Floors, die sich drinnen und draußen befinden (Tiefgarage, Tennishalle, Marktplatz, umliegende Almhütten u. dgl.). Der Saalbacher Schattberg ist samstags ebenfalls Partylocation, was vielfach als Highlight empfunden wird. Mittlerweile gibt es auch einige Locations im benachbarten Ort Hinterglemm. Zwischen den beiden Orten verkehrt während des Festivals ein Shuttlebus.
Die von den DJs gespielte Musik kann größtenteils den Genres Techno, House und Tech-House zugeordnet werden, aber auch Liveacts treten regelmäßig auf. Das Line-up besteht aus einer Mischung aus rund 80 international bekannten DJs und lokalen Künstlern.
Rave on Snow wird als Kombination von Wintersport und Musikfestival beworben. Tagsüber können Festivalbesucher das Wintersportangebot des umliegenden Skigebiets (Skicircus Saalbach-Hinterglemm/Leogang/Fieberbrunn) und abends das Vergnügungsangebot nutzen. Durchgeführt wird die Veranstaltung in Zusammenarbeit mit der Gemeinde und dem ansässigen Gastgewerbe.

## Geschichte
Gegründet wurde Rave on Snow im Jahr 1993 von Thomas Kleutgen, Bob Sharestani, Kerstin Greiner und Daniel Dietzmann. Thomas Kleutgen und Bob Sharestani veranstalten das Festival bis heute. Die Motivation der Gründer war es damals, das Konzept von Après-Ski-Partys in die Techno- und House-Szene zu übertragen. Anstelle der üblichen Musikauswahl sollten die Veranstaltungen mit einem neuen, ein junges Publikum ansprechenden Musikgenre bespielt werden.
Die erste Ausgabe des Festivals fand im Jahr 1994 noch im Tiroler Sölden mit circa 50 Teilnehmern statt, wechselte 1995 nach Zell am See im Salzburger Land und fand schließlich 1996 den endgültigen Austragungsort im benachbarten Saalbach-Hinterglemm. Bereits 1996 wuchs das Festival laut den Veranstaltern auf 2000 Teilnehmende.

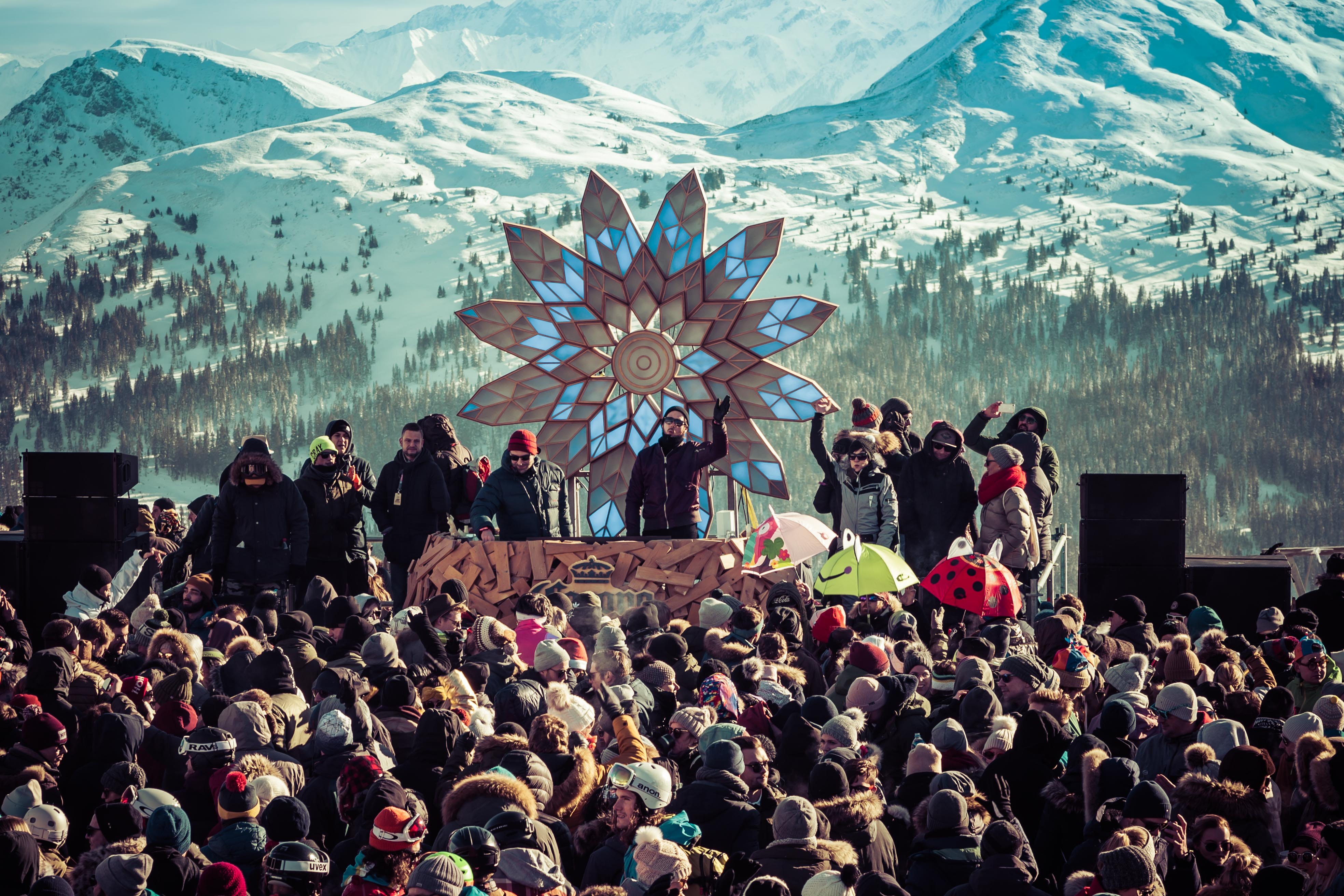
Rave on Snow 2018

Im Jahr 1997 wurde Rave on Snow in der Sendung „Rave around the World“ des deutschen Privatfernsehsenders VOX ausgestrahlt, was dem Festival im deutschsprachigen Raum zu weiterer Bekanntheit verhalf. Die Zahl der Teilnehmenden hatte sich nun im Vergleich zum Vorjahr verdreifacht. Ab 1998 war Rave on Snow schon fester Bestandteil der Wintersport- und Musikszene und im Jahr 2001 wurde beim Besuch erstmals die 10.000er-Marke überschritten, die aus Sicherheitsgründen bis heute die Kapazitätsobergrenze des Veranstaltungsgeländes darstellt.

## Line-Ups (Auswahl)
| Jahr | Headliner (Auswahl) |
| ---- | --- |
| 1998 | Marc Spoon, Talla 2XLC, Moguai, Eddie Amador, Tom Novy, Virginia, Turntablerocker, Blumentopf, Tanith, Afrob, Tiefschwarz, Phil Fuldner, Hardy Hard         |
| 2003 | Chris Liebing, Tomcraft, Woody, Turntablerocker, Ricardo Villalobos, Moonbootica, Anthony Rother, Tobi Neumann, Funk D’Void, Howard Donald, André Galluzzi  |
| 2008 | Loco Dice, Radio Slave, Pascal Feos, Marco Carola, Chris Liebing, Felix Kröcher, Âme, Format:B, Oliver Koletzki, Matthias Tanzmann, Luna City Express       |
| 2017 | Sven Väth, Ben Klock, Boris Brejcha, Extrawelt, AKA AKA, Animal Trainer, dOP, Adana Twins, Martin Buttrich, André Galluzzi, Tube & Berger, Re.You           |
| 2022 | Ben Klock, Marcel Dettmann, Kollektiv Turmstrasse, Felix Kröcher, Matthias Kaden, AKA AKA, Matthias Tanzmann, Klaudia Gawlas, Pleasurekraft, Gregor Tresher |